# Graça para Ninar
Graça para Ninar é um álbum de estúdio do cantor brasileiro Paulo César Baruk, lançado em julho de 2015 pela gravadora Sony Music Brasil.
O repertório baseia-se nas canções do álbum Graça (2014), mas com instrumentais para o público infantil tocados, em maior parte, com violão.

## Faixas
1. "Graça Soberana"
2. "Sobre a Graça"
3. "Ele Continua Sendo Bom"
4. "Assim eu Sou"
5. "Sou Livre"
6. "Perdão"
7. "É de Coração"
8. "Tu És o Meu Deus"
9. "Nossa Riqueza"
10. "Aleluia, Tu És Digno"